# Байгазино
Байгазино (баш. Байғаҙы) — деревня в Бурзянском районе Республики Башкортостан Российской Федерации. Центр Байгазинского сельсовета.

## География

### Географическое положение
Расстояние до:
- районного центра (Старосубхангулово): 28 км,
- ближайшей железнодорожной станции (Сибай): 146 км.

## Население
| 2002 | 2009 | 2010 |
| ---- | ---- | ---- |
| 409  | ↗431 | ↘360 |

Согласно переписи 2002 года, преобладающая национальность — башкиры (100 %).